# Білоруський державний економічний університет
Білоруський державний економічний університет (біл. Беларускі дзяржаўны эканамічны ўніверсітэт) — вищий навчальний заклад Республіки Білорусь. Має статус провідного економічного ВНЗ країни. Здійснює підготовку спеціалістів у галузі економіки, управління і права. За роки свого існування університет підготував понад 110 тисяч спеціалістів, які працюють у всіх галузях економіки, фінансово-банківській системі, торгівлі, органах державного управління, в наукових підрозділах та навчальних закладах.
Для вступу до університету необхідно успішно скласти централізоване тестування.

## Історія
1931 року відповідно до постанови Ради народних комісарів БРСР № 215 від 7 липня 1931 року на базі факультету суспільних наук Білоруського державного університету було створено 3 самостійних інститути: Планово-економічний, Фінансово-економічний та Інститут споживчої кооперації.
На підставі постанови Ради народних комісарів БРСР № 721 від 20 травня 1933 року на базі трьох вищезгаданих інститутів було створено Білоруський державний інститут народного господарства. Він і робітничий факультет при ньому були затверджені до осені того ж року Держпланом БРСР. 20 січня 1935 року уряд БРСР присвоїв інституту ім'я Куйбишева.
Під час Другої світової війни навчальні корпуси інституту були зруйновані, їх майно здебільшого знищено. 28 жовтня 1944 року, керуючись постановою РНК, ВНЗ відновив свою діяльність. Регулярні заняття почались 1 березня 1945 року у вечірню зміну в будівлі середньої школи. З 1950 до 1954 року було здано в експлуатацію перший повоєнний навчальний корпус.
20 січня 1992 року Білоруський державний інститут народного господарства імені В. В. Куйбишева на підставі постанови Ради міністрів Республіки Білорусь № 21 було перетворено на Білоруський державний економічний університет. 1997 року університету було офіційно надано статус провідного навчального закладу в галузі підготовки економічних кадрів.

## Структура
Нині у складі університету функціонують 11 факультетів, Спецфакультет психолого-педагогічної перепідготовки та підвищення кваліфікації, Бобруйська філія, Інститут соціально-гуманітарної освіти, Інститут підвищення кваліфікації та перепідготовки економічних кадрів з філіями в Гродно та Вітебську, 66 кафедр, наукові лабораторії, інші підрозділи.

### Факультети
- Маркетингу та логістики [Архівовано 7 березня 2022 у Wayback Machine.] (корпус № 2; пр. Партизанський, 26)
- Менеджменту; (корпус № 4; пр. Партизанський, 22а)
- Міжнародних економічних відносин; (корпус № 2; пр. Партизанський, 26)
- Права; (корпус № 8; пр. Рокоссовського, 65)
- Обліково-економічний; (корпус № 3; пр. Партизанський, 26)
- Фінансів та банківської справи; (корпус № 2; пр. Партизанський, 26)
- Економіки та управління торгівлею; (корпус № 5; вул. Свердлова, 7)
- Міжнародних бізнес-комунікацій; (корпус № 2; пр. Партизанський, 26)
- Вища школа управління й бізнесу; (корпус № 4; пр. Партизанський, 22а)
- Вища школа туризму; (корпус № 5; вул. Свердлова, 7)
- Довузівської підготовки; (корпус № 5; вул. Свердлова, 7)

### Інститути
- Інститут підвищення кваліфікації та перепідготовки економічних кадрів;
- Інститут соціально-гуманітарної освіти (корпус № 4; пр. Партизанський, 22а).

### Філії
- Бобруйська філія

### Центри
- Наукових досліджень з організаційно-методичних проблем;
- Макроекономічних досліджень;
- Проблем управління та консультаційних послуг;
- Товарознавчих досліджень;
- Розвитку інформаційних технологій.

## Міжнародне співробітництво
В університеті в межах Міжурядових угод про академічну співпрацю навчаються представники 16 країн СНД, Балтії, Азії, Африки, Близького Сходу, Європи, В'єтнаму.

## Відомі випускники
- Кур’янович Юрій Володимирович — білоруський письменник, перекладач, художник, історик.
- Шимко Кирило Валентинович — білоруський стронгмен та паверліфтер. Рекордсмен «Книги рекордів Гиннесса», один з найсильніших людей Білорусі.[4][5]

## Науковці
- Орленко Михайло Іванович